# ターター (駆逐艦・2代)
ターター (HMS Tartar, L43/F43/G43) は、イギリス海軍の駆逐艦。トライバル級（嚮導艦）。艦名はタタール人にちなむ。「ターター」の名を持つ艦としては7代目。
「ターター」は第二次世界大戦の全期間を戦い抜き、目覚ましい活躍と数多くの危険な状況から生還した幸運から「ラッキー・ターター」（Lucky Tartar）の異名を得た 。「ターター」はイギリス海軍で就役したトライバル級駆逐艦16隻中戦争を生き残った4隻のうちの1隻であり、大戦中の英艦艇で3番目に多い合計12個の戦闘名誉章 (Battle Honour) を受章した。

## 艦歴
「ターター」は1936年度海軍予算に基づき1936年6月12日にタイン・アンド・ウィアのスワン・ハンター社へ発注され、1936年8月26日起工、1937年10月21日に進水した。「ターター」は1939年3月10日に完成し艦長ゲラルド・ハーマン・ワーナー大佐の指揮の下で就役した。
トライバル級の中で「ターター」と「アフリディ」、「コサック」、「ソマリ」の4隻は、他の同型艦と異なり嚮導艦としての設備を持っていた。「ターター」のペナントナンバーは当初L43であったが完成前にF43へ改められている。
就役後「ターター」はトライバル級駆逐艦で編成された本国艦隊第2トライバル駆逐艦戦隊（2nd Tribal Destroyer Flotilla）に配属され、さらに第6駆逐艦戦隊（6th Destroyer Flotilla）へ転籍した。公試と錬成訓練期間中だった1939年6月1日、リヴァプール湾で潜水艦「シーティス」の沈没事故が発生したため、「ターター」は本国艦隊の他の艦艇と共に捜索、引き上げ作業を支援した。救援活動後、「ターター」は公試により発見された不具合を修理するため1939年7月までデヴォンポートで入渠した後スカパ・フローで本国艦隊に復帰した。この時の「ターター」の公試成績は速力35.948ノット、回転数362.5RPM、出力44,077馬力、排水量2,025英トンであった。

### 本国近海・北海
第二次世界大戦が勃発すると、「ターター」は戦隊の僚艦と共に主力艦の護衛、封鎖突破船や通商破壊艦の要撃、そして対潜哨戒といった多くの活動を行った。11月24日、フェロー諸島沖海戦で仮装巡洋艦「ラワルピンディ」がドイツ海軍の戦艦「シャルンホルスト」と「グナイゼナウ」に沈められた後、「ターター」は2隻を捜索する本国艦隊の艦艇を護衛。悪天候下での活動で艦体の傷みが激しかったため、12月に入渠整備を実施した。
1940年に入ると、「ターター」はノルウェーの戦いに伴いノルウェーに向かう輸送船団の護衛に従事する。3月には客船「クイーン・エリザベス」のニューヨークへの処女航海を駆逐艦「モホーク」と共に護衛した。4月、「ターター」はHN24船団とHN25船団の護衛を行い、北海周辺のドイツ艦船捜索に参加。さらに損傷した重巡洋艦「サフォーク」の帰還を護衛すると共に、オンダルスネス及びモルデから撤退する船団の護衛に従事した。以降は5月にかけてノルウェーから撤退する船団の護衛任務を継続。5月24日に「ターター」のペナントナンバーはG43に変更されている。
6月上旬に「ターター」はノルウェー沿岸で行動する空母「アーク・ロイヤル」を護衛した後、戦艦「ヴァリアント」らと共にオフォトフィヨルド地域から撤退する最後の船団を護衛する。空母「グローリアス」がドイツの戦艦「グナイゼナウ」と「シャルンホルスト」に沈められたため、6月10日に2隻の敵戦艦の捜索に参加するが空振りに終わった。駆逐艦「ベドウィン」と「マシオナ」と共に対潜哨戒中だった6月19日には、雷撃されて沈んだ中立国ポルトガルの商船の生存者を救助。翌日、「ターター」と「マシオナ」はフェロー諸島でスウェーデン海軍の駆逐艦「ロムルス」と「レムス」（元イタリア海軍スピカ級水雷艇）を確保したが、外交交渉の末2隻は解放されスウェーデンに戻っていった。「ターター」は旗艦「ソマリ」の入渠修理に伴い第6駆逐艦戦隊旗艦として行動したが、自らも舵の修理のため7月中旬に入渠することになった。
8月8日、「ターター」はジブラルタルに向かうH部隊（Force H）の艦艇を護衛し、9月5日には北海への機雷敷設任務にあたる第1機雷敷設戦隊（1st Minelaying Squadron）を護衛した。10月にデヴォンポートで大掛かりな改装を行い、漏水の修理を行うと共に3番砲（X砲）を対空能力強化のため4インチ連装高角砲に換装した。作業は12月に完了し、「ターター」はスカパ・フローで第4駆逐艦戦隊（4th Destroyer Flotilla）旗艦となった。
1941年1月から2月にかけて、「ターター」は北海への数回の機雷敷設作戦を支援した。3月にはロフォーテン諸島への特殊作戦であるクレイモア作戦に参加、コマンド部隊が乗艦した船団を護衛し、さらに上陸部隊の支援を行った。作戦は成功し、魚油の工場および3,600トンの魚油とグリセリンを焼き払った。作戦中の3月3日にドイツ船「ベルンハルト・シュルテ」を沈め、3月4日にはドイツ海軍の武装トロール船「クレブス」を攻撃し捕獲した。船内からはエニグマ暗号機と重要文書が回収され、後にブレッチリー・パークでの暗号解読作業に大きく役立った。5月には「ターター」は北極海を行く援ソ船団の護衛に従事するが、この期間中に「ターター」はドイツ海軍の戦艦「ビスマルク」迎撃戦に参加、「ビスマルク」の沈没に立ち会った。その後スカパ・フローへ帰投中だった「ターター」と「マシオナ」は、アイルランド西方でドイツ空軍機の激しい空襲に見舞われた。およそ50機のHe111とFw200による13時間におよぶ空襲の結果、多大な損傷を負った「マシオナ」は沈没 。「ターター」は「マシオナ」の士官14名と兵員215名を救助してグリーノックへ送り届けたほか、対空戦闘によってHe111 1機を撃墜し一矢報いた 。

### 北極海

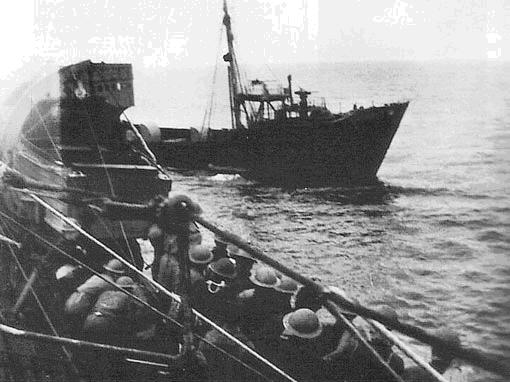
「ラウエンブルク」へ乗り込もうとする「ターター」の移乗隊。

1941年6月に本国艦隊の任務に復帰し、エニグマ暗号機や重要書類をドイツの気象観測船から捕獲することを目的とした小部隊に配置された。6月26日、軽巡洋艦「ナイジェリア」を駆逐艦「ベドウィン」と護衛した「ターター」はスカパ・フローからヤンマイエン島へ向かった。6月28日に「ターター」らはドイツの気象観測船「ラウエンブルク」を発見し、「ターター」は移乗隊を送り込んで船を確保すると共に重要文書を回収した。最終的に「ラウエンブルク」は「ターター」の砲撃で沈められた。7月28日に「ターター」は、援ソ船団の給油地として使用することができるかどうかを確かめるためにスピッツベルゲン島を偵察した。
「ターター」は8月を通じて北極海で行動した。8月2日にビュルネイ島の気象観測基地を破壊し、島のロシア人をムルマンスクへ脱出させた。8月8日にスカパ・フローへ帰還後、国王ジョージ6世の訪問を受け、訓練展示を行った。同月17日には大西洋会談に出席するウィンストン・チャーチル首相が乗る戦艦「プリンス・オブ・ウェールズ」を護衛した。会談後、「プリンス・オブ・ウェールズ」は東へ向かう73隻の船団を追い越したが、引き返すと再度船団を通過して首相と船団は互いに挨拶を交わした。クライド川に「プリンス・オブ・ウェールズ」が到着した後、「ターター」はロンドンへ帰る首相をグリーノックへ送り届けた。
8月20日にターターは、スピッツベルゲン島へ守備隊を輸送する兵員輸送船「エンプレス・オブ・オーストラリア」と支援船「オリガルク」を護衛した。任務成功後、今度は島から避難するロシア人とノルウェー人を乗せたエンプレス・オブ・オーストラリアをムルマンスクまで護衛。その後「ターター」はロンドンのロイヤル・アルバート・ドックに入渠し、9月から10月中旬にかけて改装を行った。この改装で「ターター」にはマストの換装、後部煙突の短縮、爆雷の装備位置変更、285型火器管制レーダーの装備といった工事が行われた。作業完了後にはスカパ・フローへ戻り、第6駆逐艦戦隊旗艦になった。
1942年1月から2月には援ソ船団護衛に従事し、PQ7船団、QP5船団、PQ12船団、PQ13船団、QP9船団を護衛。3月8日に「ターター」は、不成功に終わった本国艦隊による戦艦「ティルピッツ」捜索を護衛した。悪天候下での高速航行が原因で前部主砲に大きな損傷を負ったため、3月の終わりにハルへ向かい、ブリガム・アンド・コーワンズ造船所で6月まで修理を行った。

### 地中海

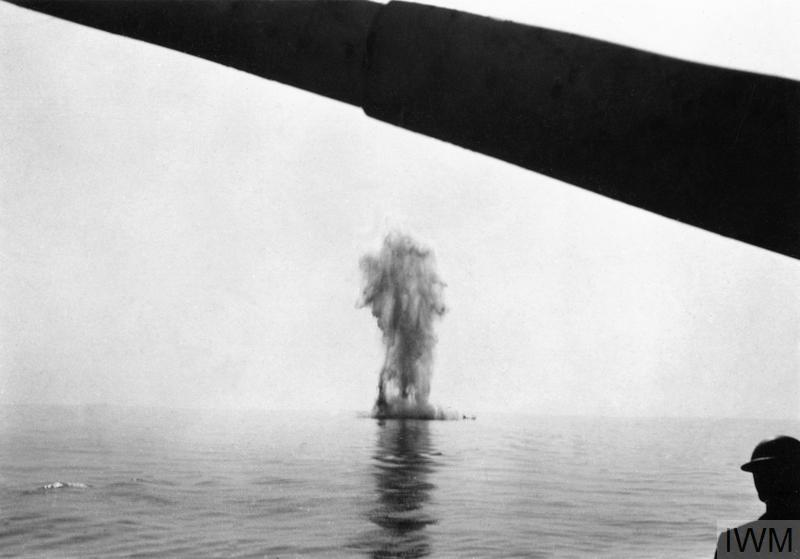
「フォアサイト」に「ターター」の魚雷が命中した瞬間を捉えた写真。

1942年8月、「ターター」は地中海での作戦行動を支援した。「ターター」は極度の物資不足で危機的状況に陥っていたマルタ島を救援する輸送作戦であるペデスタル作戦に護衛艦艇の1隻として加わることになった。イタリア海軍の潜水艦「ウアルシエク」に発見された船団は、8月11日から航空機と潜水艦による攻撃にさらされた。8月12日に「ターター」はイタリア海軍の潜水艦「グラニト」に爆雷攻撃を行い、僚艦「ルックアウト」も潜水艦「エモ」に爆雷攻撃を加えた。空襲で駆逐艦フォアサイトが航行不能となったため、「ターター」は「フォアサイト」を曳航しジブラルタルへ連れ帰ろうと試みた。曳航中に「ターター」はUボート「U-73」からの攻撃を受けたが、幸い被害はなかった。しかし、この攻撃を受けて「フォアサイト」を救う望みは絶たれたと判断され、「ターター」は「フォアサイト」の乗員を移乗させたうえで魚雷1本を撃ち込み処分した。大きな損害を出しながらもペデスタル作戦は成功しマルタ島の危機は去ったため、「ターター」はスカパ・フローへ戻り本国艦隊に復帰した。
9月の復帰後、「ターター」はPQ18船団とQP14船団の護衛を行った。10月に「ターター」はモロッコとアルジェリアへの上陸作戦トーチ作戦の支援のために地中海へ戻る。この展開中に、11月8日から30日にかけて艦隊と船団の護衛や対潜哨戒を実施した。そしてアルジェでQ部隊（Force Q）に加わった「ターター」は、敵から多くの攻撃を加えられながらも1943年2月から周辺海域での敵船団迎撃と味方船団護衛を行った。同年4月28日に「ターター」はアルジェリアのマレッティモ島付近でSボートと交戦、5月7日には僚艦と共に、ボン岬周辺海域でチュニジアから兵員を脱出させる敵の船舶に対する海上封鎖を実施した（レトリビューション作戦）。

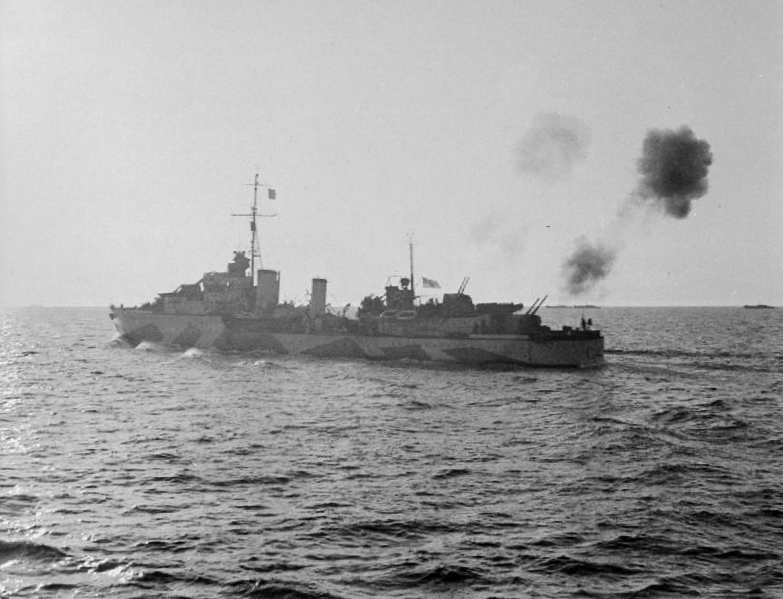
サレルノ沖で対空戦闘を行う「ターター」。1943年9月9日撮影。

6月、「ターター」はパンテッレリーア島への上陸作戦（コークスクリュー作戦）、7月にはシチリア島への上陸作戦であるハスキー作戦を支援。7月11日、橋頭堡の沖合でドイツ空軍機に空襲されて沈んだ病院船「タランバ」の生存者約200名を救助している。翌日には空襲で火災を起こした弾薬輸送船「バーン」を撃沈処分した。駆逐艦エスキモーが空襲で損傷したため、13日に「ターター」は「エスキモー」をマルタ島へ曳航した。8月に「ターター」はイタリア本土カラブリアとサレルノへの上陸に参加。「ターター」は9月19日にドイツ軍の反撃を阻止すべく砲撃支援を行い、さらに誘導爆弾（フリッツXもしくはHs293）による空襲を切り抜ける。10月の終わりに「ターター」はイギリスへ帰還し、1944年2月まで改装を行った。この改装によりメインマストは三脚式からラティスマストへ変更されている。

### 本国近海・英仏海峡
1944年3月から4月にかけて、プリマス管区に配属された「ターター」は第10駆逐艦戦隊（10th Destroyer Flotilla）旗艦としてドーバー海峡を行く船団の護衛と共に、フランス沿岸の敵船団捜索・攻撃に従事する（トンネル作戦）。5月にはノルマンディー上陸作戦に備えフランス沿岸に機雷敷設を行う敷設巡洋艦「アポロ」を軽巡洋艦「ベローナ」と護衛、上陸が始まった6月6日に「ターター」と第10駆逐艦戦隊の僚艦は、上陸船団へのドイツ軍による妨害を阻止すべくドーバー海峡で活動した。

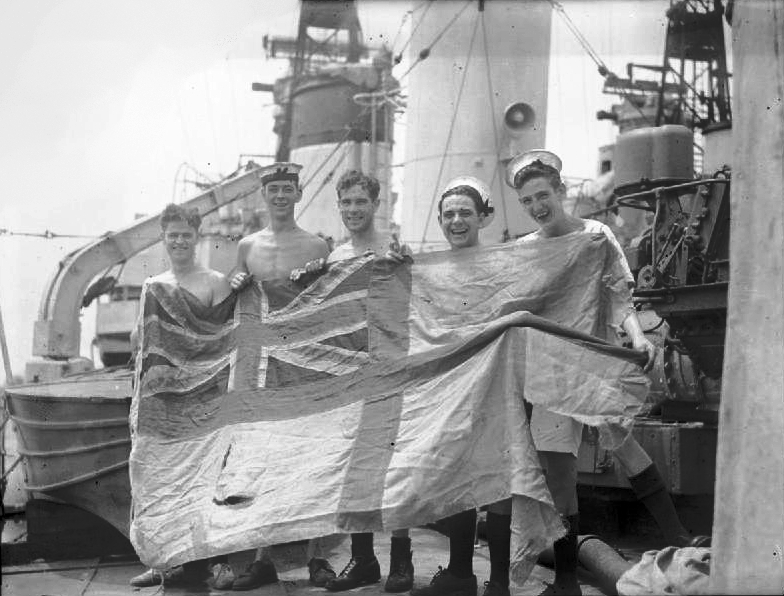
海戦後、戦闘で傷んだ戦闘旗を掲げる「ターター」の乗員。

6月9日に「ターター」を含む第10駆逐艦戦隊とドイツ海軍の艦艇との間で戦闘が発生した（ブルターニュ沖海戦）。この海戦でドイツの駆逐艦「ZH1」と「Z32」を沈めたが、「ターター」も反撃を受けて損傷した。「ターター」の艦橋と厨房が被弾し火災が発生、4名が戦死し艦長兼戦隊司令（Captain (D)）バジル・ジョーンズ大佐を含む12名が負傷した。「ターター」のメインマストは横倒しになり、全てのレーダーと無線通信が使用不能になった。戦闘後、「ターター」はデヴォンポートで修理を行った。
ドーバー海峡周辺での任務に復帰した「ターター」は、7月7日にチャンネル諸島沖でドイツ海軍第46戦隊の掃海艇を迎撃し、掃海艇「M4601」と「M4605」の2隻を撃沈した。8月6日に「ターター」と「ベローナ」、駆逐艦「アシャンティ」、カナダ海軍の駆逐艦「ハイダ」と「イロコイ」はサン＝ナゼール沖の敵船団を攻撃し、掃海艇「M263」、「M486」、哨戒艇「V414」そして1隻の沿岸ランチと小型船4隻を沈めた。

### 極東
「ターター」は1944年11月から1945年2月までの更なる改装の後、東インド諸島艦隊への配属が決まった。1945年3月に、「ターター」は数隻の護衛空母を護衛してジブラルタルへ向かい、トリンコマリーへ発つ前に地中海で演習を実施した。4月20日のトリンコマリー到着後、「ターター」は第10駆逐艦戦隊と共に艦隊護衛やアンダマン・ニコバル諸島周辺の日本海軍艦船の捜索を行った。それから「ターター」はカー・ニコバルやポートブレアへの空襲作戦、ラングーンへの上陸作戦であるドラキュラ作戦に参加している。
6月12日、第65部隊（Force 65）として行動中だった「ターター」と「ヌビアン」、「エスキモー」、「ペン」、「パラディン」はスマトラ島サバン北方において日本海軍の「第57号駆潜艇」と雑役船「第二黒潮」を撃沈している。これは第二次世界大戦において、物資輸送の妨害を目的としたイギリス海軍による最後の水上戦闘であった。
「ターター」は艦隊護衛と敵船舶捜索を継続したが、この期間中には何度も空襲に見舞われた。しかし「ターター」に損傷や犠牲者が出ることは全くなかった。「ターター」はマレー半島への上陸作戦であるジッパー作戦への参加が決まるが、日本の降伏に伴い中止された。1945年9月2日の東京湾における日本の降伏文書調印に「ターター」も立ち会った。

### 戦後
1945年9月7日に「ターター」はペナンを発ち、11月17日に本国プリマスへ到着。「ターター」は1946年初めに退役し予備役に編入される。予備役兵の宿泊艦として使用された後、1947年に廃棄リストに載った。1948年1月6日にブリティッシュ・アイアン・アンド・スチール・コーポレーション（BISCO）にスクラップとして売却され、2月22日に解体のためニューポートのJ.キャッシュモアのヤードに到着した。

## 栄典
「ターター」は生涯で12個の戦闘名誉章(Battle Honour)を受章した。これは、第二次世界大戦のイギリス海軍艦艇で3番目に多い記録である。
・Norway 1940-41 ・ Bismarck Action 1941 ・ Arctic 1941 ・ Malta Convoys 1942 ・ North Africa 1942-43 ・ Sicily 1943 ・ Salerno 1943 ・ Mediterranean 1943 ・  Normandy 1944  ・ English Channel 1944 ・ Biscay 1944 ・ Burma 1945